# مطار بيراتين
مطار بيراتين هو مطار يقع في بيراتين، أوكرانيا.